# ناحیه ادریان، شهرستان جکسون، کانزاس
شهرستان ادریان، بخش جکسون، کانساس (به انگلیسی: Adrian Township, Jackson County, Kansas) یک منطقهٔ مسکونی در ایالات متحده آمریکا است که در کانزاس واقع شده‌است.

## خصوصیات
شهرستان ادریان ۷۷٫۲۶ کیلومترمربع مساحت و ۱۵۰ نفر جمعیت دارد و ۳۴۷ متر بالاتر از سطح دریا واقع شده‌است.